# Hydrochoerinae
Hydrochoerinae (рус. гидрохоэрины) — подсемейство Caviidae, состоящее из двух ныне живущих родов: водосвинки (Hydrochoerus) и горные свинки (Kerodon). Кроме того, к этому подсемейству следует отнести и ряд вымерших родов гидрохооэринов. Их таксономия запутана: до 2005 года живущие капибары и их вымершие родственники относились к собственному семейству Hydrochoeridae, однако недавние[когда?] молекулярно-филогенетические исследования выявили тесную связь между Hydrochoerus и Kerodon, что поддержало идею помещения обоих родов в подсемейство Caviidae. Палеонтологические классификации ещё не включили эту новую таксономию и продолжают использовать подсемейство Hydrochoeridae для всех капибар, для ныне существующего рода и его ближайших ископаемых родственников, таких как Neochoerus. Таксономия ископаемых представителей Hydrochoerinae также находится в постоянном развитии, а разнообразие ископаемых видов существенно сократилось . Это в значительной степени связано с тем, что коренные зубы капибар сильно различаются по форме в течение жизни. Так, материал, когда-то относящийся к четырём родам и семи видам на основе различий в форме коренных зубов, теперь считается находками разновозрастных особей одного вида, Cardiatherium paranense.

## Роды
- Kerodon
- †Porcellusignum
- †Cardiatherium
- †Phugatherium
- †Contracavia
- †Anatochoerus
- †Hydrochoeropsis
- †Nothydrochoerus
- †Neochoerus
- Hydrochoerus

## Примечание
1. ↑  McKenna, Malcolm C., and Bell, Susan K. 1997. Classification of Mammals Above the Species Level. Columbia University Press, New York, 631 pp. ISBN 0-231-11013-8
2. ↑  Rowe, D. L.; Honeycutt, R. L. (2002). Phylogenetic relationships, ecological correlates, and molecular evolution within the Cavioidea (Mammalia, Rodentia). Molecular Biology and Evolution. 19 (3): 263–277. doi:10.1093/oxfordjournals.molbev.a004080. ISSN 0737-4038. PMID 11861886.
3. 1 2 3  Vucetich, M. G.; Deschamps, C. M.; Olivares, A. I.; Dozo, M. T. (2005). Capybaras, size, shape, and time: A model kit. Acta Palaeontologica Polonica. 50 (2): 259–272. Дата обращения: 21 мая 2012.
4. ↑  Deschamps, C. M.; Olivares, A. I.; Vieytes, E. C.; Vucetich, M. G. (12 сентября 2007). Ontogeny and diversity of the oldest capybaras (Rodentia: Hydrochoeridae; late Miocene of Argentina. Journal of Vertebrate Paleontology. 27 (3): 683–692. doi:10.1671/0272-4634(2007)27[683:oadoto]2.0.co;2. JSTOR 30126368. S2CID 86217854.
5. ↑  Prado, J. L.; Cerdeño, E.; Roig-Juñent, S. (28 декабря 1998). The giant rodent Chapalmatherium from the Pliocene of Argentina: New remains and taxonomic remarks on the Family Hydrochoeridae. Journal of Vertebrate Paleontology. 18 (4): 788–798. doi:10.1080/02724634.1998.10011107. JSTOR 4523956.